# 351 Irsa
351 Irsa (mednarodno ime je 351 Yrsa) je asteroid tipa S (po Tholenu). 

## Odkritje
Asteroid je odkril nemški astronom Max Wolf ( 1863 – 1932) 16. decembra 1892 v Heidelbergu. Imenuje se po Irsi, kraljici iz nordijske mitologije.

## Lastnosti
Asteroid Irsa obkroži Sonce v 2,76 letih. Njegova tirnica ima izsrednost 0,157, nagnjena pa je za 9,195° proti ekliptiki. Premer asteroida je okoli 39,6 km.